# Зубов Сергій Олександрович
Сергій Олександрович Зубов (рос. Сергей Александрович Зубов; 22 липня 1970, м. Москві, СРСР) — російський хокеїст, захисник. Помічник головного тренера СКА (Санкт-Петербург).
Вихованець хокейної школи ЦСКА (Москва). Виступав за ЦСКА (Москва), «Бірмінгем Сенаторс» (АХЛ), «Нью-Йорк Рейнджерс», «Піттсбург Пінгвінс», «Даллас Старс», СКА (Санкт-Петербург).
В чемпіонатах НХЛ — 1068 матчів (152 гола, 619 передач), у турнірах Кубка Стенлі — 164 матчі (24 гола, 93 передачі).
У складі національної збірної Росії учасник зимових Олімпійських ігор 1992, учасник чемпіонату світу 1992, кубку світі 1996. У складі молодіжної збірної СРСР учасник чемпіонатів світу 1990 і 1991. У складі юніорської збірної СРСР учасник чемпіонату Європи 1988.
Досягнення
- Олімпійський чемпіон (1992)
- Володар Кубка Стенлі (1994, 1999)
- Чемпіон СРСР (1989)
- Переможець молодіжного чемпіонату світу (1989)
- Учасник матчу всіх зірок КХЛ (2010).

Тренерська кар'єра
- Помічник головного тренера СКА (Санкт-Петербург) (з липня 2011, КХЛ).